# Emmanuel de Martonne

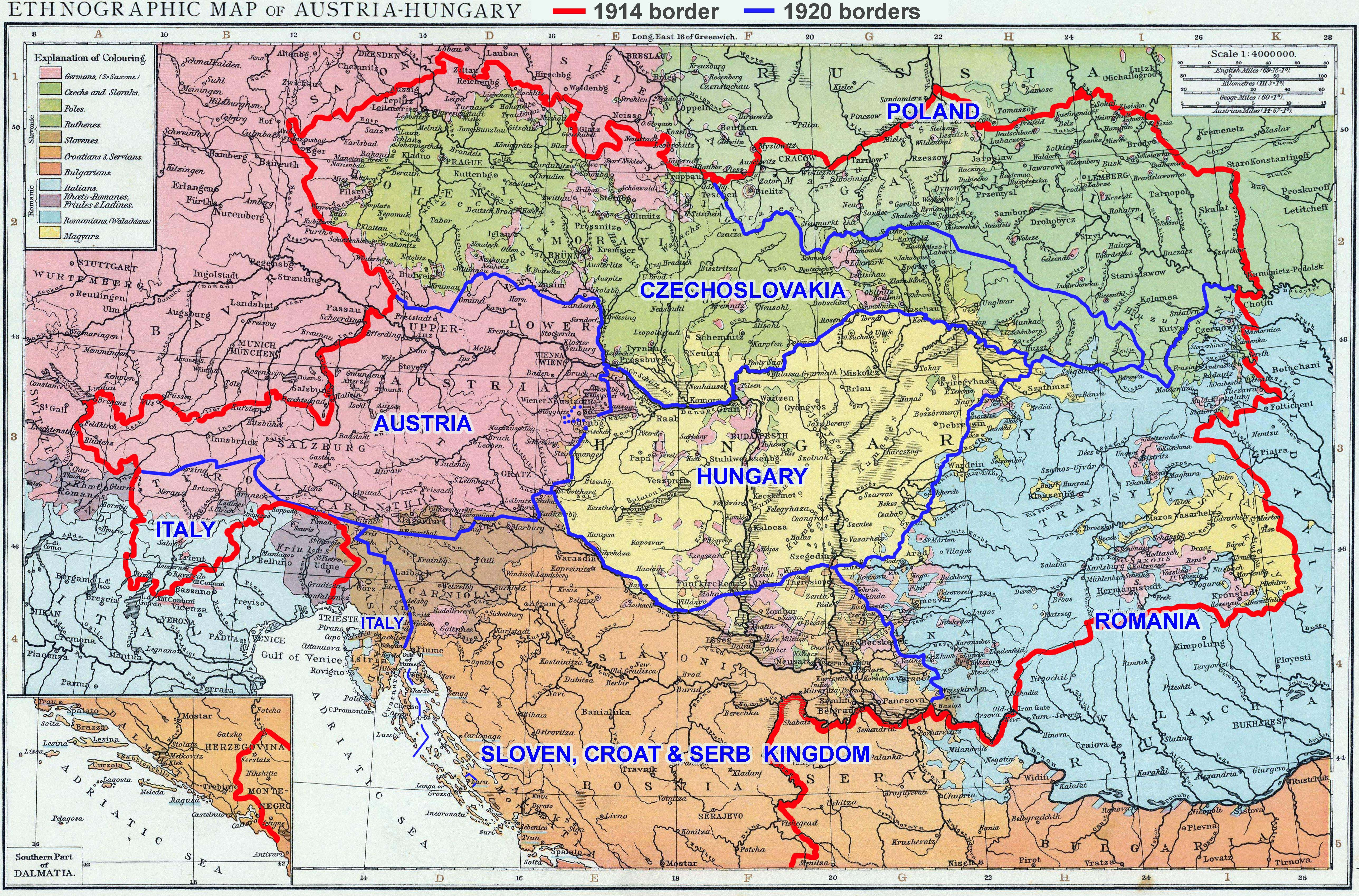
Carta da Áustria-Hungria em 1914 com a zonas linguísticas de acordo com os resultados do recenseamento de 1890, as fronteiras de 1914 (a vermelho) e as de 1919 (a azul) traçadas de acordo com a aplicação dos quatorze pontos do presidente Wilson : Emmanuel de Martonne teve um papel essencial no estabelecimento destas fronteiras, na sua maior parte ainda em aplicação no século XXI.

Emmanuel de Martonne (Chabris, 1 de abril de 1873 — Sceaux, 24 de julho de 1955) foi um geógrafo e climatologista francês, pioneiro no campo da classificação climática e do estudo da aridez. Foi um dos participantes como conselheiro da delegação francesa à Conferência de Paz de Paris (1919), agindo como especialista na geografia cultural e linguística da Europa Central.

## Biografia
Martonne nasceu a 1 de abril de 1873 em Chabris, Indre, França, filho do arquivista Alfred de Martonne. Frequentou o Lycée de Laval (Mayenne), onde teve como condiscípulos Carle Bahon e Francis Delaisi. 
Terminado o ensino secundário, em 1892 foi admitido na École normale supérieure (ENS ou Escola Normal Superior), no mesmo ano que Albert Demangeon. Na ENS seguiu o curso de geografia, como aluno do geógrafo Paul Vidal de La Blache (do qual se tornaria genro), da qual se graduou três anos depois (1895) com uma licenciatura em história e geografia (agrégé de géographie).
Terminado o curso, em 1895 foi contratado como metodólogo (maître-surveillant) na ENS. Em 1899, de Martonne foi nomeado instrutor de geografia (chargé de cours) na Universidade de Rennes. Iniciou então o seu processo de doutoramento, trabalhando com Ferdinand von Richthofen e Albrecht Penck num conjunto de estudos sobre a geografia da Valáquia e da região dos Cárpatos no sueste da Europa. Em resultado dessa colaboração com os climatologistas germânicos, fundou na Universidade de Rennes um Instituto de Geografia segundo o figurino alemão.
Em 1902 defendeu uma tese em geografia (sobre a Valáquia) com a qual obteve um doutoramento em Letras (doctorat ès Lettres) na ENS e recebeu o Prémio Fabien (Prix Fabien) da Académie française. Em 1906 defendeu na mesma escola uma tese sobre os Alpes da Transilvânia, ao sul dos Cárpatos, obtendo um doutoramento em Ciências (doctorat ès Sciences). Para a preparação das teses esteve durante largos período na Valáquia (território da atual Roménia) e aprendeu a língua romena que passou a dominar com perfeição.
Concluído o doutoramento, em outubro de 1905 transferiu-se para a Universidade de Lyon, sendo substituído em Rennes por Antoine Vacher. Em 1909 transferiu-se para Paris, passando a lecionar na Sorbonne, onde obteve um posto de professor.
Em 1909 lançou o seu livro Traité de Géographie Physique (publicado em português com o título de Panorama da Geografia), no qual refinou a sua classificação climática. A obra obteve um grande sucesso, com numerosas reedições e merecendo a redação de uma versão abreviada (um abrégé) que teve igualmente diversas edições. Com esta obra ficou consagrado como uma das grandes autoridades do tempo em matéria de geografia física. Estudioso dedicada da geomorfologia e climatologia, ficou famoso pelos seus índices de evapotranspiração potencial, ainda usados na atualidade por botânicos e agrónomos. Inventou o conceito de "diagonal árida", reunindo os diferentes ambientes secos escalonados em latitude e longitude e cujos mecanismos responsáveis pelos graus de aridez se combinam (hoje o conceito é frequentemente designado por "diagonal seca").
Em 1912, participou com Demangeon, Vacher e Emmanuel de Margerie numa excursão transcontinental através dos Estados Unidos, organizada pela American Geographical Society e conduzida por William Morris Davis, professor de geomorfologia da Universidade de Harvard. Nessa viagem conheceu os geógrafos norte-americanos Isaiah Bowman e Douglas W. Johnson, com os quais manteria colaboração científica e colaboraria nas comissões de determinação de fronteiras após a I Guerra Mundial.
Durante a Primeira Guerra Mundial (1914–1918), quando em janeiro de 1915 foi criada uma comissão geográfica em ligação com a 2.ª Divisão do Estado Maior do exército francês foi chamado para a integrar. A comissão, designada por Service géographique de l'Armée (Serviço Geográfico do Exército), era comandada pelo general Robert Bourgeois e acabaria constituída por seis geógrafos: Albert Demangeon, Lucien Gallois, Emmanuel de Martonne, Emmanuel de Margerie, Louis Raveneau e Paul Vidal de La Blache.
Em 1917 de Martonne foi nomeado secretário do Comité d'études, criado por Aristide Briand para resolver os previsíveis problemas de fronteiras que surgiriam no pós-guerra na Europa Central e do Leste, nomeadamente nos territórios da Monarquia Austro-Húngara, com destaque para a Polónia, a Roménia e a Península Balcânica. Emmanuel de Martonne era considerado um especialista na geografia da Europa Central, especialmente da Roménia, pois tinha anteriormente estudado a geografia dos Cárpatos e regiões vizinhas.
Terminada a guerra, durante na Conferência de Paz de Paris de Martonne foi nomeado assessor do Ministro dos Negócios Estrangeiros e do Primeiro Ministro francês, ao tempo, respetivamente, André Tardieu e Georges Clemenceau. No contexto da Conferência de Paz foi um dos defensores do retorno à soberania francesa da Alsácia e da Lorena.
Nos trabalhos da conferência de paz, participando nas deliberações de quatro comissões (Comissão para Assuntos Romenos e Jugoslavos e sua subcomissão, Comissão para Assuntos Polacos e sua subcomissão, Comissões Conjuntas para Assuntos da Checoslováquia e Assuntos Polacos, Comité Central para Questões Territoriais).
Nas comissões que integrou, insistiu que as fronteiras deveriam ter em conta não apenas os agrupamentos étnicos (segundo o princípio do direito dos povos à autodeterminação), mas também, do ponto de vista mais material, a infraestrutura do território, na aplicação daquilo que designava por "princípio da viabilidade". Foi assim que, ao contrário dos delegados americanos (em particular Isaiah Bowman e Douglas W. Johnson) e italianos, Martonne conseguiu que as fronteiras da Hungria com Roménia e da Checoslováquia com a Hungria fossem delineadas de forma a preservar o lado romeno e checoslovaco das linhas ferroviárias que ligam estes dois países entre si e ao Reino dos Sérvios, Croatas e Eslovenos, apesar da presença de bolsas territoriais de maioria húngara na região (nomeadamente nas cidades de Arad, Nagyvárad, Szatmárnémeti e Kassa).. Essa escolha foi ditada por um eixo geopolítico dominante da estratégia francesa da época: fortalecer a Petite Entente aliada da França.
Pela sua participação ativa na Conferência de Paz e pela sua influência sobre a delegação francesa, que o considerava o grande especialista em matéria de Europa Central, Emmanuel de Martonne contribuiu de forma decisiva para o desenho das fronteiras centro-europeias do período entre as duas guerras mundiais, a maioria das quais ainda em vigor.
Terminados esses trabalhos, foi nomeado professor da Universidade de Cluj em 1921. Na Roménia, Emmanuel de Martonne conheceu o naturalista Grigore Antipa que o introduziu no estudo da geonomia, uma disciplina na encruzilhada da geografia e das ciências naturais com a economia, que ele e seu colega Albert Demangeon introduziriam na França.
Grande organizador da geografia à escala nacional e internacional, Emmanuel de Martonne fundou, após o seu regresso a França, o laboratório de geografia da Universidade de Rennes (que perdura até hoje, passando para as mãos de André Meynier, agora conhecido por COSTEL (Climat et Occupation des Sols par Télédétection, ou seja Clima e Uso do Solo por Deteção Remota), depois os de Lyon e Paris (1923), sendo nomeado diretor deste último (1927-1944).
Na década de 1930, dirigiu a publicação do Atlas de France e foi autor dos dois volumes da Géographie universelle consagrados à Europa Central (1930 e 1931). É também o autor do volume sobre a geografia física da França integrado na Géographie universelle (1942). Em 1943, obteve a criação de uma licenciatura e de uma agregação em geografia. 
Escreveu a obra Problemas morfológicos do Brasil atlântico tropical (1943) onde se deu início ao terceiro período da história da geomorfologia brasileira.
Foi nomeado membro honorário da Sociedade Geográfica da União Soviética em 1933 e, de 1938 a 1952, foi presidente da União Geográfica Internacional. Foi premiado com a Cullum Geographical Medal em 1939, e com a Victoria Medal em 1950. Foi nomeado membro da Academia Francesa das Ciências em 1942. Foi presidente da Sociedade de Geografia de Paris (Société de géographie de Paris) de 1947 a 1952.
Faleceu a 24 de julho de 1955 em Sceaux, uma comuna próxima de Paris. O anfiteatro principal do Institut de Géographie, edifício da Université Paris 1 Panthéon Sorbonne, bem como o anfiteatro B6 da Université Rennes 2, no Campus de Villejean, têm o nome de Anfiteatro Emmanuel de Martonne. Um colégio da cidade de Laval também recebeu o seu nome. As cidades romenas de Cluj e Timişoara lembram-no na sua toponímia.

## Publicações
Em 1909, publicou a primeira edição da obra Traité de géographie physique: Climat, Hydrographie, Relief du sol, Biogéographie, a qual insere 396 ilustrações e mapas, alguns tridimensionais, cuidadosamente pesquisados e desenhados. A obra cobre múltiplos aspetos da geografia, incluindo diferentes projeções cartográficas, os sistema de coordenadas geográficas, a geografia física, clima, hidrografia, erosão, glaciares e biogeografia. A segunda edição foi publicada em 1913 e a terceira em 1920.
Publicou em 1926 a obra Les Alpes: Géographie générale, um estudo geográfico pioneiro sobre os Alpes. Este estudo levou ao desenvolvimento do índice de aridez de Martonne, ainda em uso.
No seu trabalho intitulado Problème des régions arides Sud-Américaines De Martonne foi o primeiro a usar a expressão diagonal árida da América do Sul, cunhando assim um conceito que teria larga utilização posterior.
Entre as suas numerosas obras publicadas contam-se as seguintes:
- La Valachie, Paris, Armand Colin, 1902 (thèse de doctorat), Prix Fabien de l'Académie française.
- Recherches sur l'évolution morphologique des Alpes de Transylvanie (Karpates méridionales), Paris, Delagrave, 1906.
- Traité de géographie physique : Tome 1: Notions générales, Climat, Hydrographie. Tome 2: Relief du sol. Tome 3: Biogéographie, Paris, Armand Colin, 1909 (reeditado).
- Choses vues en Bessarabie. Paris, 1919.
- Les régions géographiques de France, Paris, Flammarion, 1921.
- Abrégé de géographie physique, Paris, Armand Colin, 1922.
- Principes de geographie humaine. Paris, 1922.
- Les Alpes. Géographie générale, Paris, Armand Colin, 1926 (réédité).
- Géographie universelle (dir. Vidal de la Blache, Gallois), tome IV : Europe centrale, Paris, Armand Colin, deux volumes, 1930 et 1931.
- Géographie physique de la France, Paris, Armand Colin, 1942.
- Géographie aérienne, Paris, Albin Michel, coll. « Sciences d'aujourd'hui », 1948.
- La découverte aérienne du monde (dir.), Horizons de France, 1948.
- Géographie universelle (dir. Vidal de la Blache, Gallois), tome VI : La France physique, Paris, Armand Colin, 1942.